# FDGB-Pokal der Jugend 1962
Der FDGB-Pokal der Jugend 1962 war die 11. Auflage des höchsten Fußball-Pokalwettbewerbs der Altersklasse 14–16 auf dem Gebiet der DDR, der vom FDGB in Verbindung mit dem Jugendausschuss der Sektion Fußball der DDR veranstaltet und durchgeführt wurde. Er begann am 29. April 1962 mit der Qualifikation und sollte am 11. Juni 1962 mit dem Finale beim Endrundenturnier im thüringischen Weimar enden. Da im Finale kein Sieger ermittelt werden könnte, musste ein Wiederholungsspiel am 1. Juli 1962 in Wittenberge angesetzt werden. Dabei setzte sich die TSG Wismar mit einem 1:0-Finalsieg gegen den Pokalverteidiger von 1960 und dem Vorjahresfinalisten TSC Oberschöneweide durch.

## Teilnehmende Mannschaften
Am FDGB-Pokal der Jugend (B-Jugend) für die Altersklasse (AK) 14–16 nahmen jeweils zwei Mannschaften aus Ost-Berlin und den 14 Bezirken auf dem Gebiet der DDR, sowie die beiden Endspielgegner des vergangenen Jahres teil. Spielberechtigt waren Spieler bis zum 16. Lebensjahr (Stichtag: 1. September 1945 bis 31. August 1947).
Folgende Mannschaften qualifizierten sich für den FDGB-Pokal der Jugend:
| - Bezirk Rostock TSG Wismar SC Empor Rostock - Bezirk Schwerin SG Dynamo Schwerin BSG CM Veritas Wittenberge - Bezirk Neubrandenburg BSG Medizin Neubrandenburg BSG Lokomotive Pasewalk - Bezirk Potsdam BSG Aufbau Jüterbog BSG Stahl Hennigsdorf - Ost-Berlin ASK Vorwärts Berlin SG Adlershof | - Bezirk Frankfurt (Oder) BSG Lokomotive Frankfurt/Oder BSG Motor Eberswalde - Bezirk Magdeburg BSG Einheit Burg SC Aufbau Magdeburg - Bezirk Halle BSG Chemie Bernburg SG Dynamo Zeitz - Bezirk Leipzig SC Rotation Leipzig SC Lokomotive Leipzig - Bezirk Cottbus BSG Traktor Jessen BSG Aktivist Schwarze Pumpe | - Bezirk Dresden SG Dynamo Dresden BSG Energie Görlitz - Bezirk Karl-Marx-Stadt SC Motor Karl-Marx-Stadt BSG Aktivist „Karl Marx“ Zwickau - Bezirk Erfurt BSG Motor Nordhausen-West BSG Motor Gotha - Bezirk Gera SC Motor Jena BSG Fortschritt Greiz - Bezirk Suhl BSG Motor Sonneberg BSG Motor Breitungen |
| SC Einheit Dresden (Pokalverteidiger) und TSC Oberschöneweide (Vorjahresfinalist) | | |

## Qualifikation

### Modus
Die Qualifikation wurde im K.-o.-System ausgetragen und es wurde versucht, in 60 Minuten einen Gewinner auszuspielen. War danach kein Sieger gefunden, wurde ein Wiederholungsspiel mit getauschtem Heimrecht angesetzt. Wurde auch hier kein Sieger ermittelt, entschied das Los. Die Sieger der 3. Hauptrunde qualifizierten sich für das Endrundenturnier im thüringischen Weimar und Umgebung zu Pfingsten.
Beim Endrundenturnier wurden im Halbfinale die Endspielteilnehmer ermittelt. In diesem wurde dann versucht, in 60 Minuten einen Gewinner auszuspielen. Stand es danach unentschieden, kam es zu einer Verlängerung. War danach immer noch kein Sieger gefunden, wurde ein Wiederholungsspiel angesetzt.

### 1. Hauptrunde
| Datum                   |                               | Ergebnis |                                  |
| ----------------------- | ----------------------------- | -------- | -------------------------------- |
| So 29. April, 14:00 Uhr | TSG Wismar                    | 16:00    | BSG Lokomotive Pasewalk          |
| So 29. April, 14:00 Uhr | SG Dynamo Schwerin            | 0:2      | SC Empor Rostock                 |
| So 29. April, 14:00 Uhr | BSG Medizin Neubrandenburg    | 2:1      | BSG Motor Eberswalde             |
| So 29. April, 14:00 Uhr | BSG Lokomotive Frankfurt/Oder | 1:6      | TSC Oberschöneweide              |
| So 29. April, 14:00 Uhr | ASK Vorwärts Berlin           | 4:1      | BSG Stahl Hennigsdorf            |
| So 29. April, 14:00 Uhr | BSG Aufbau Jüterbog           | 1:2      | SG Adlershof                     |
| So 29. April, 14:00 Uhr | BSG Einheit Burg              | 3:1      | BSG CM Veritas Wittenberge       |
| So 29. April, 14:00 Uhr | BSG Chemie Bernburg           | 0:0      | SC Lokomotive Leipzig            |
| So 29. April, 14:00 Uhr | SC Rotation Leipzig           | 0:0      | BSG Energie Görlitz              |
| So 29. April, 14:00 Uhr | SG Dynamo Dresden             | 1:0      | BSG Aktivist „Karl Marx“ Zwickau |
| So 29. April, 14:00 Uhr | SC Motor Karl-Marx-Stadt      | 4:0      | BSG Fortschritt Greiz            |
| So 29. April, 14:00 Uhr | SC Motor Jena                 | 3:1      | SG Dynamo Zeitz                  |
| So 29. April, 14:00 Uhr | BSG Motor Nordhausen-West     | 1:0      | BSG Motor Breitungen             |
| So 29. April, 14:00 Uhr | BSG Motor Sonneberg           | 1:2      | BSG Motor Gotha                  |
| So 29. April, 14:00 Uhr | SC Einheit Dresden            | 6:1      | BSG Aktivist Schwarze Pumpe      |
| Di 0.1. Mai, 14:00 Uhr  | BSG Traktor Jessen            | 0:2      | SC Aufbau Magdeburg              |

 Wiederholungsspiele 
| Datum                 |                       | Ergebnis |                     |
| --------------------- | --------------------- | -------- | ------------------- |
| So 06. Mai, 14:00 Uhr | SC Lokomotive Leipzig | 5:2      | BSG Chemie Bernburg |
| So 06. Mai, 14:00 Uhr | BSG Energie Görlitz   | :        | SC Rotation Leipzig |

### 2. Hauptrunde
| Datum                 |                                             | Ergebnis |                            |
| --------------------- | ------------------------------------------- | -------- | -------------------------- |
| So 13. Mai, 14:00 Uhr | SC Motor Jena                               | 2:0      | BSG Motor Nordhausen-West  |
| So 13. Mai, 14:00 Uhr | SC Empor Rostock                            | 4:0      | BSG Medizin Neubrandenburg |
| So 13. Mai, 14:00 Uhr | TSC Oberschöneweide                         | 1:0      | BSG Einheit Burg           |
| So 13. Mai, 14:00 Uhr | SG Adlershof                                | 1:1      | TSG Wismar                 |
| So 13. Mai, 14:00 Uhr | SC Aufbau Magdeburg                         | 1:1      | ASK Vorwärts Berlin        |
| So 13. Mai, 14:00 Uhr | BSG Motor Gotha                             | 0:0      | SG Dynamo Dresden          |
| So 13. Mai, 14:00 Uhr | Sieger aus Empor Görlitz – Rotation Leipzig | :        | SC Motor Karl-Marx-Stadt   |
| So 13. Mai, 14:00 Uhr | SC Lokomotive Leipzig                       | 1:2      | SC Einheit Dresden         |

 Wiederholungsspiele 
| Datum                 |                     | Ergebnis |                         |
| --------------------- | ------------------- | -------- | ----------------------- |
| So 20. Mai, 14:00 Uhr | TSG Wismar          | 6:1      | SG Adlershof            |
| So 20. Mai, 14:00 Uhr | ASK Vorwärts Berlin | 0:0      | SC Aufbau Magdeburg (1) |
| So 20. Mai, 14:00 Uhr | SG Dynamo Dresden   | 3:0      | BSG Motor Gotha         |

### 3. Hauptrunde
| Datum                 |                          | Ergebnis |                     |
| --------------------- | ------------------------ | -------- | ------------------- |
| So 27. Mai, 14:00 Uhr | TSG Wismar               | 4:2      | SC Empor Rostock    |
| So 27. Mai, 14:00 Uhr | SC Einheit Dresden       | 0:0      | TSC Oberschöneweide |
| So 27. Mai, 14:00 Uhr | SC Aufbau Magdeburg      | 1:0      | SG Dynamo Dresden   |
| So 27. Mai, 14:00 Uhr | SC Motor Karl-Marx-Stadt | 2:2      | SC Motor Jena       |

 Wiederholungsspiele 
| Datum                 |                     | Ergebnis |                          |
| --------------------- | ------------------- | -------- | ------------------------ |
| Do 31. Mai, 14:00 Uhr | TSC Oberschöneweide | :        | SC Einheit Dresden       |
| Do 31. Mai, 14:00 Uhr | SC Motor Jena       | 2:1      | SC Motor Karl-Marx-Stadt |

## Endrundenturnier
Das Endrundenturnier fand vom 10. bis 11. Juni in Weimar und Bad Berka (Bezirk Erfurt) statt.

### Halbfinale
Die Spiele im Halbfinale fanden in Bad Berka im Ilmtal-Stadion statt.
| Datum                  |                     | Ergebnis |                     |
| ---------------------- | ------------------- | -------- | ------------------- |
| So 10. Juni, 15:30 Uhr | SC Motor Jena       | :        | TSG Wismar          |
| So 10. Juni, 17:15 Uhr | SC Aufbau Magdeburg | 1:2      | TSC Oberschöneweide |

### Spiel um Platz 3
Das Spiel um Platz 3 wurde in Weimar auf dem Sportplatz Lindenberg ausgetragen.
| Datum                  |               | Ergebnis |                     |
| ---------------------- | ------------- | -------- | ------------------- |
| Mo 11. Juni, 14:00 Uhr | SC Motor Jena | :        | SC Aufbau Magdeburg |

### Finale
Das Finale wurde nach dem Spiel um Platz 3 in Weimar auf dem Sportplatz Lindenberg ausgetragen.
| Datum            |            | Ergebnis  |                     | Torfolge                                 |
| ---------------- | ---------- | --------- | ------------------- | ---------------------------------------- |
| Mo 11. Juni 1962 | TSG Wismar | 1:1 n. V. | TSC Oberschöneweide | 0:1 Höhne (22.), 1:1 Rudi Wenhardt (60.) |

Wiederholungsspiel

Das Wiederholungsspiel des Finals wurde in Wittenberge im Veritas-Sportpark ausgetragen.
| Datum            |            | Ergebnis |                     | Torschütze |
| ---------------- | ---------- | -------- | ------------------- | ---------- |
| So 01. Juli 1962 | TSG Wismar | 1:0      | TSC Oberschöneweide | Bernoth    |

Für die TSG Wismar spielten:
Vick – Schröder, Heine, Klaus Schwark, Steinhagen, Laaser, Peter Sykora, Heinz Baade, Klaus-Peter Stein , Schäfer, Bernoth, Karl-Heinz Henning, Rudi Wenhardt. Trainer: Karl-Heinz Harnack und Friedrich Thoms